# ألمان روسيا

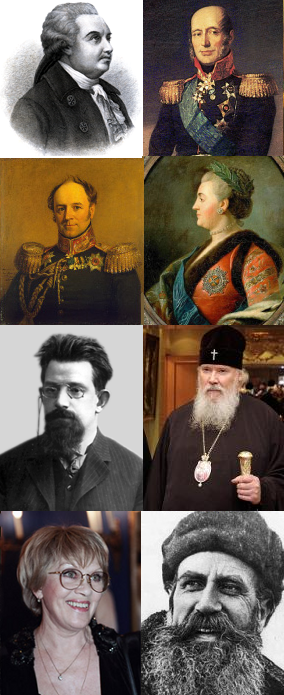
صوره تاريخية مثيرة جدا

ألمان روسيا والروس الألمان هم الألمان وأحفادهم الذين يعيشون في روسيا أو الاتحاد السوفياتي سابقا. في أواخر القرن العشرين هاجر عدد كبير منهم إلى ألمانيا.